# Deutscher Fernsehpreis/Bester Fernsehfilm/Bester Mehrteiler
Dieser Artikel listet die Nominierungen und die Gewinner des Deutschen Fernsehpreises in den Kategorien Bester Fernsehfilm und Bester Mehrteiler, die zeitweise eine gemeinsame Kategorie darstellten, seit seiner Einführung 1999 auf. Die Gewinner werden in einer geheimen Abstimmung durch eine unabhängige Jury ermittelt.

## Geschichte
Die Kategorie Bester Fernsehfilm/Bester Mehrteiler wurde von 1999 bis 2008 verliehen. Von 2009 bis 2014 wurden der Beste Fernsehfilm und der Beste Mehrteiler (2014: Bester Mehrteiler Dokumentation) einzeln verliehen. 2016 wurde nur noch die Kategorie Bester Fernsehfilm verliehen. Seit 2017 werden beide Kategorien (Bester Fernsehfilm und Bester Mehrteiler) wieder einzeln verliehen.
Jedes Jahr wird von drei oder fünf Nominierungen ein Preisträger bestimmt. Der erste Preisträger war ZDFs Sperling – Sperling und der brennende Arm, der beim Deutschen Fernsehpreis 1999 ausgezeichnet wurde. Der bisher letzte Preisträger in der Kategorie Bester Fernsehfilm ist ZDFs Familienfest sowie in der Kategorie Bester Mehrteiler ist ARDs, SWRs, BRs, WDRs und MDRs Mitten in Deutschland: NSU, die beim Deutschen Fernsehpreis 2017 geehrt wurden.

## Gewinner und Nominierte
Nach der Angabe der nominierten Fernsehfilme bzw. Mehrteiler folgt in Klammern der dazugehörige bzw. die dazugehörigen Fernsehsender, der/die an dem Fernsehfilm bzw. Mehrteiler mitwirkt/mitwirken bzw. mitwirkte/mitwirkten. Die Gewinner stehen hervorgehoben in fetter Schrift an erster Stelle.

### 1990er
1999
- Sperling – Sperling und der brennende Arm (ZDF)
  - Die Bubi-Scholz-Story (ARD/WDR)
  - Der Laden (ARD/ORB)

### 2000er
2000
- Warten ist der Tod (ZDF/arte)
  - Doppelter Einsatz: Blutroter Mond (RTL)
  - Verschwinde von hier (ARD/SWR/arte)

2001
- Der Tunnel (Sat.1)
  - Jenseits (ZDF/arte)
  - Die Polizistin (ARD/WDR)

2002
- Der Tanz mit dem Teufel – Die Entführung des Richard Oetker (Sat.1)
  - Rette Deine Haut! (ZDF)
  - Toter Mann (ZDF/arte)

2003
- Unter Verdacht: Eine Landpartie  (ZDF)
  - Mit dem Rücken zur Wand (ZDF/arte)
  - Schwabenkinder (ARD/BR/ORF/SWR/arte/SFDRS/RAI Bozen)

2004
- Stauffenberg (ARD/SWR/WDR/rbb/ORF/RAI/RAI Bozen)
  - Die Quittung (ZDF)
  - Das Wunder von Lengede (Sat.1)

2005
- Marias letzte Reise (ARD/BR)
  - Das Gespenst von Canterville (Sat.1)
  - Die Patriarchin (ZDF/ORF)

2006
- Dresden (ZDF)
  - Die Luftbrücke (Sat.1)
  - Der Mann im Strom (ARD/NDR)
  - Meine verrückte türkische Hochzeit (ProSieben)
  - Die Nachrichten (ZDF)

2007
- Rose (ARD/BR/SWR/arte)
  - 2030 – Aufstand der Alten (ZDF)
  - Der Butler und die Prinzessin (Sat.1)
  - Die Flucht (ARD/BR/WDR/SWR/hr/arte)
  - Vom Ende der Eiszeit (ARD/NDR/arte)

2008
- Contergan (ARD/WDR)
  - Die Frau vom Checkpoint Charlie (ARD/MDR/BR/rbb/arte)
  - Die Jagd nach dem Schatz der Nibelungen (RTL)
  - Das jüngste Gericht (RTL)
  - Das Wunder von Berlin (ZDF)

2009
| Bester Fernsehfilm: - Mogadischu (ARD/SWR/BR) - Ein halbes Leben (ZDF/ORF) - Ihr könnt euch niemals sicher sein (ARD/WDR) | Bester Mehrteiler: - Wir sind das Volk – Liebe kennt keine Grenzen (Sat.1/ORF) - Die Patin – Kein Weg zurück (RTL/ORF) - Die Wölfe (ZDF) |

### 2010er
2010
| Bester Fernsehfilm: - Tatort: Weil sie böse sind (ARD/hr) - Barfuß bis zum Hals (Sat.1) - Die letzten 30 Jahre (ARD/WDR/arte) - Mörder auf Amrum (ZDF) - Zivilcourage (ARD/WDR) | Bester Mehrteiler: - Im Angesicht des Verbrechens (ARD/WDR/BR/arte/SWR/NDR/ORF) - Die Grenze (Sat.1) - Vulkan (RTL) |

2011
| Bester Fernsehfilm: - Homevideo (ARD/NDR/BR/arte) - Die fremde Familie (ARD/BR) - Die Hebamme – Auf Leben und Tod (ZDF/ORF) - In aller Stille (ARD/BR) - Undercover Love (RTL) | Bester Mehrteiler: - Hindenburg (RTL) - Go West – Freiheit um jeden Preis (ProSieben) - Der kalte Himmel (ARD/BR) |

2012
| Bester Fernsehfilm: - Das Ende einer Nacht (ZDF) - Hannah Mangold & Lucy Palm (Sat.1) - Der letzte schöne Tag (ARD/WDR) | Bester Mehrteiler: - Der Mann mit dem Fagott (ARD/ORF) - Laconia (ARD/SWR/BBC) - Verschollen am Kap (ZDF) |

2013
| Bester Fernsehfilm: - Operation Zucker (ARD/BR/WDR) - Der Fall Jakob von Metzler (ZDF) - Der Minister (Sat.1) | Bester Mehrteiler: - Unsere Mütter, unsere Väter (ZDF) - Das Adlon. Eine Familiensaga (ZDF/ORF) - Der Turm (ARD/MDR/NDR/BR/WDR/SWR/rbb) |

2014
| Bester Fernsehfilm: - Männertreu (ARD/hr) - Grenzgang (ARD/WDR/NDR) - Helen Dorn: Das dritte Mädchen (ZDF) - Nichts mehr wie vorher (Sat.1) - Spreewaldkrimi: Mörderische Hitze (ZDF) | Bester Mehrteiler Dokumentation: - 24h Jerusalem (arte/BR) - 14 – Tagebücher des Ersten Weltkriegs (ARD/NDR/SWR/WDR/arte/ORF) - Geliebte Feinde – Die Deutschen und die Franzosen (arte/ZDFinfo) |

2015
- keine Verleihung des Deutschen Fernsehpreises

2016
Bester Fernsehfilm:
- Nackt unter Wölfen (ARD/MDR/WDR/SWR/BR)
  - Altersglühen (ARD/WDR/NDR)
  - Ein großer Aufbruch (ZDF)
  - Mordkommission Berlin 1 (Sat.1)
  - Zum Sterben zu früh (ZDF/arte)

2017
| Bester Fernsehfilm: - Familienfest (ZDF) - Auf kurze Distanz (ARD/WDR) - Das weiße Kaninchen (ARD/SWR) - Duell der Brüder – Die Geschichte von Adidas und Puma (RTL) - Terror – Ihr Urteil (ARD) | Bester Mehrteiler: - Mitten in Deutschland: NSU (ARD/SWR/BR/WDR/MDR) - Der Fall Barschel (ARD) - Familie! (ZDF) - Ku’damm 56 (ZDF) - Winnetou – Der Mythos lebt (RTL) |

2018
| Bester Fernsehfilm: - Eine unerhörte Frau (ZDF/arte) - Katharina Luther (ARD/MDR/BR/SWR) - Zuckersand (ARD/BR/MDR) | Bester Mehrteiler: - Brüder (ARD/SWR) - Der gleiche Himmel (ZDF) - Tod im Internat (ZDF) |

2019
| Bester Fernsehfilm: - Aufbruch in die Freiheit (ZDF) - Rufmord (ZDF/Arte) - Unser Kind (ARD/WDR) | Bester Mehrteiler: - Gladbeck (ARD/RB) - Ku’damm 59 (ZDF) - Der Staatsfeind (Sat.1) |

### 2020er
2020
| Bester Fernsehfilm: - Bist du glücklich? (ARD/hr) - Endlich Witwer (ZDF/Arte) - Ein Dorf wehrt sich (ZDF/ORF/Arte) - Eine harte Tour (ARD/WDR) - Tatort: Murot und das Murmeltier (ARD/hr) | Bester Mehrteiler: - Preis der Freiheit (ZDF) - Die Neue Zeit (ZDF/Arte) - Unorthodox (Netflix) |

2021
| Bester Fernsehfilm: - Für immer Sommer 90 (ARD) - Jackpot (ARD/SWR) - Das Unwort (ZDF) | Bester Mehrteiler: - Oktoberfest 1900 (ARD/BR/WDR/MDR) - Das Geheimnis des Totenwaldes (ARD/NDR) - Die Toten von Marnow (ARD/NDR) |

2022
2023
2024